# 8e étape du Tour d'Espagne 2016
La 8e étape du Tour d'Espagne 2016 s'est déroulée le samedi 27 août 2016, entre Villalpando et Sabero.

## Résultats

### Classement de l'étape
| \| Classement de l'étape \| Classement de l'étape \| Classement de l'étape \| Classement de l'étape \| Classement de l'étape \| \| Coureur \| Coureur \| Pays \| Équipe \| Temps \| \| --------------------- \| --------------------- \| --------------------- \| --------------------- \| --------------------- \| \| 1er \| Sergueï Lagoutine \| Russie \| Katusha \| 4 h 09 min 30 s \| \| 2e \| Axel Domont \| France \| AG2R La Mondiale \| + 10 s \| \| 3e \| Perrig Quéméneur \| France \| Direct Énergie \| + 17 s \| |                   |        |                  |                 |
| |                   |        |                  |                 |
| Source : ProCyclingStats |                   |        |                  |                 |
| Classement de l'étape |                   |        |                  |                 |
| Coureur | Coureur           | Pays   | Équipe           | Temps           |
| 1er | Sergueï Lagoutine | Russie | Katusha          | 4 h 09 min 30 s |
| 2e | Axel Domont       | France | AG2R La Mondiale | + 10 s          |
| 3e | Perrig Quéméneur  | France | Direct Énergie   | + 17 s          |

### Classement général
| \| Classement général \| Classement général \| Classement général \| Classement général \| Classement général \| \| Coureur \| Coureur \| Pays \| Équipe \| Temps \| \| ------------------ \| ------------------ \| ------------------ \| ------------------ \| ------------------ \| \| 1er \| Nairo Quintana \| Colombie \| Movistar Team \| 29 h 55 min 54 s \| \| 2e \| Alejandro Valverde \| Espagne \| Movistar Team \| + 19 s \| \| 3e \| Christopher Froome \| Royaume-Uni \| Team Sky \| + 27 s \| |                    |             |               |                  |
| |                    |             |               |                  |
| Source : ProCyclingStats |                    |             |               |                  |
| Classement général |                    |             |               |                  |
| Coureur | Coureur            | Pays        | Équipe        | Temps            |
| 1er | Nairo Quintana     | Colombie    | Movistar Team | 29 h 55 min 54 s |
| 2e | Alejandro Valverde | Espagne     | Movistar Team | + 19 s           |
| 3e | Christopher Froome | Royaume-Uni | Team Sky      | + 27 s           |